# Senat von Washington

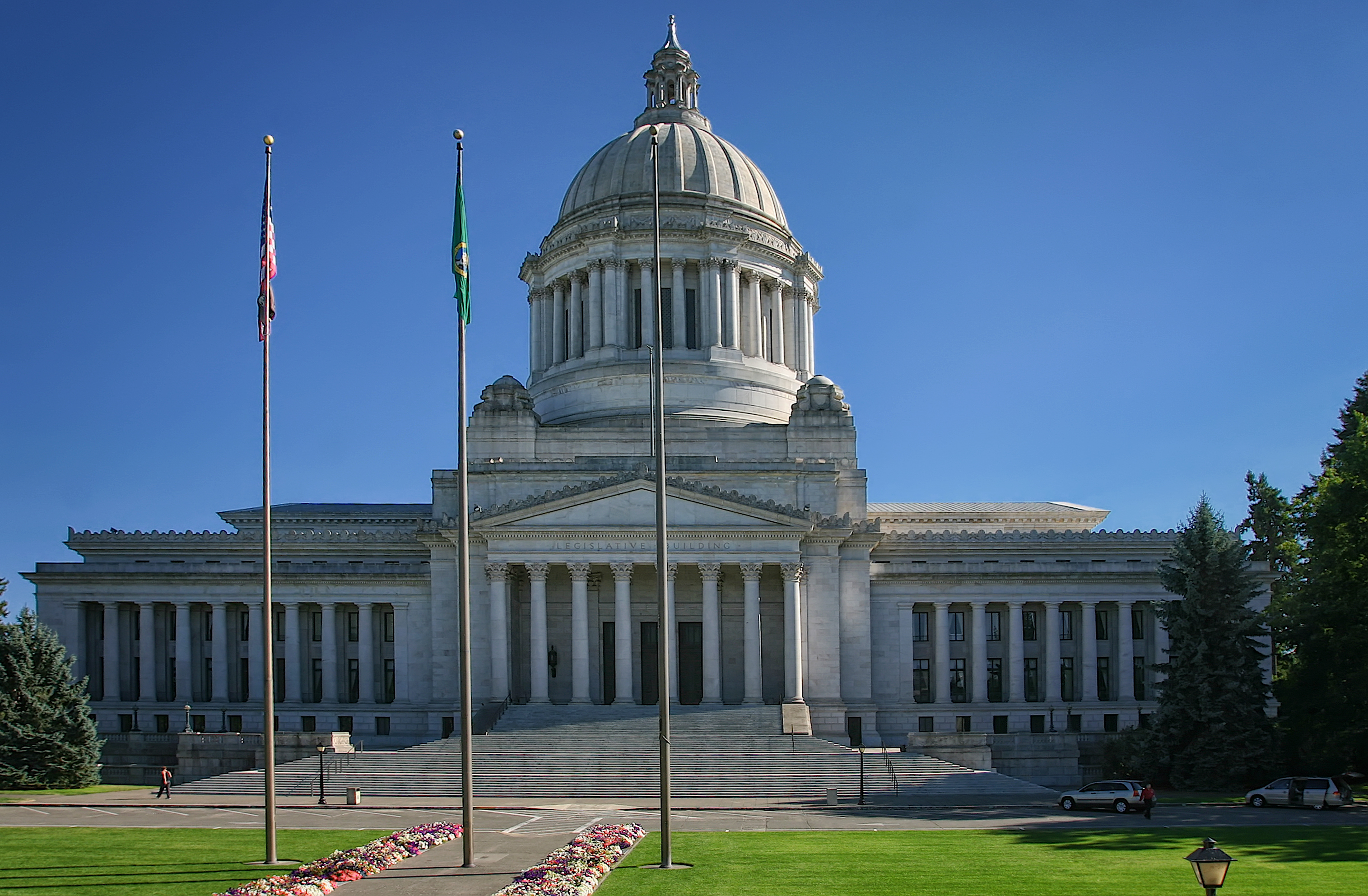
Das Washington State Capitol in Olympia

Der Senat von Washington  (Washington State Senate) ist das Oberhaus der Washington State Legislature, der Legislative des US-Bundesstaates Washington.
Die Parlamentskammer setzt sich aus 49 Senatoren zusammen, die jeweils einen Wahldistrikt repräsentieren. Jede dieser festgelegten Einheiten umfasst eine Zahl von durchschnittlich 120.000 Einwohner. Die Senatoren werden jeweils für vierjährige Amtszeiten gewählt; eine Beschränkung der Amtszeiten existiert nicht. Der Sitzungssaal des Senats befindet sich gemeinsam mit dem Repräsentantenhaus im Washington State Capitol in Olympia.

## Aufgaben des Senats
Wie in den Oberhäusern anderer Bundesstaaten und Territorien sowie im US-Senat fallen dem Senat von Washington im Vergleich zum Repräsentantenhaus spezielle Aufgaben zu, die über die Gesetzgebung hinausgehen. So obliegt es dem Senat, Nominierungen des Gouverneurs in dessen Kabinett, weitere Ämter der Exekutive sowie Kommissionen und Behörden zu bestätigen oder zurückzuweisen.

## Struktur der Kammer

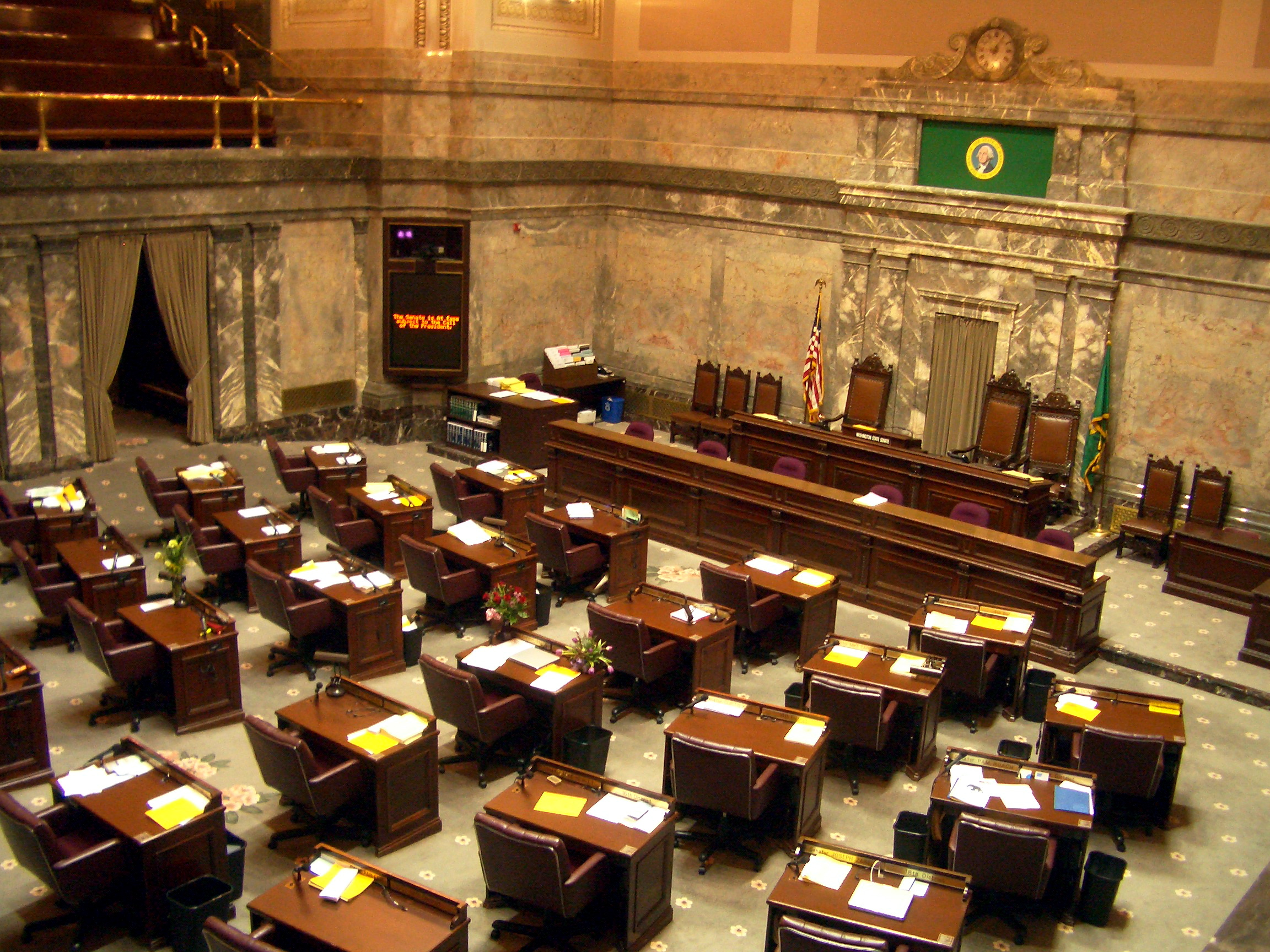
Inneres der Senatskammer

Präsident des Senats ist der jeweils amtierende Vizegouverneur. An Abstimmungen nimmt er nur teil, um bei Pattsituationen eine Entscheidung herbeizuführen. In Abwesenheit des Vizegouverneurs steht der jeweilige Präsident pro tempore den Plenarsitzungen vor. Dieser wird von der Mehrheitsfraktion des Senats gewählt und später durch die Kammer bestätigt. Derzeitiger Vizegouverneur und Senatspräsident ist der Demokrat Brad Owen, Präsident pro tempore die Demokratin Margarita Prentice aus dem 11. Wahlbezirk (Renton).
Zum Mehrheitsführer (Majority leader) der Demokraten wurde Lisa Brown, 3. Wahlbezirk (Spokane), gewählt; Oppositionsführer (Minority leader) ist der Republikaner Mike Hewitt aus dem 16. Wahlbezirk (Walla Walla).

## Zusammensetzung der Kammer (nach Wahlen vom 4. November 2014)
| Partei   | Partei                 | Abgeordnete |
| -------- | ---------------------- | ----------- |
|          | Republikanische Partei | 26          |
|          | Demokratische Partei   | 23          |
| Summe    | Summe                  | 49          |
| Mehrheit | Mehrheit               | 3           |